# 中世美術
西洋の中世美術（ちゅうせいびじゅつ、medieval art ）は、ヨーロッパ美術では1000年以上、西アジアや北アフリカではある美術時代と、非常に広範な時と場所に及んでいる。そして多くの美術運動や時代区分、その国や地域の美術品・ジャンル・様式の復興・工芸品・美術家自身が、包含されている。
美術史家は中世美術を主たる時代と様式に分類しようとするが、困難を伴うことがある。概して受け入れられている様式は順に、初期キリスト教美術の末期、民族移動期の美術、ビザンティン美術、インスラー美術、プレ・ロマネスク、ロマネスク美術、ゴシック美術となり、これらの中心的様式の内にある他の多くの区分も含まれる。加えて各地域には、大抵はその民族や文化が成立する過程において、アングロ・サクソン美術やヴァイキング美術など、独自の美術様式があった。
中世美術は多くの媒材で制作されていて、多数の彫刻品・彩飾写本・ステンドグラス・金工品・モザイクが残っており、これらは全て、フレスコ画や貴金属細工・タペストリーなどの織物といった他の媒材よりも、残る率が高いものである。特にその初期においては、金工・象牙彫刻・琺瑯・金刺繍のような、いわゆる「小芸術（minor arts ）品」や装飾工芸品の方が、絵画やモニュメント彫刻よりも高く評価されたと考えられている。
ヨーロッパの中世美術は、ローマ帝国の美術の伝統と初期キリスト教会の図像様式から生まれた。この源が北ヨーロッパの力強く「蛮族的な」美術文化と混ざって、注目すべき美術遺産を作り出した。中世美術史は、古典美術・初期キリスト教美術・「蛮族」美術の要素が相互作用した歴史として見なされるのである。古典主義の形式的側面とは離れた、物を写実的に描写する伝統がこの時代を通じて続き、ビザンティン美術に残っているが、これは西洋では時折り現れており、西ヨーロッパで新しく発展した表現主義の萌芽や、北ヨーロッパの活気ある装飾的な要素と組み合わさり、競い合うこともあった。 その時代区分は、古典美術の技法や価値の復興という、ルネサンスの自覚で以って終わり、中世の美術遺産は後の数世紀間、低く評価されていた。19世紀に入りその関心と理解が復活すると、後の西洋美術の発展の基になる、非常に成果の大きな時代であると認められるようになった。

## 概説

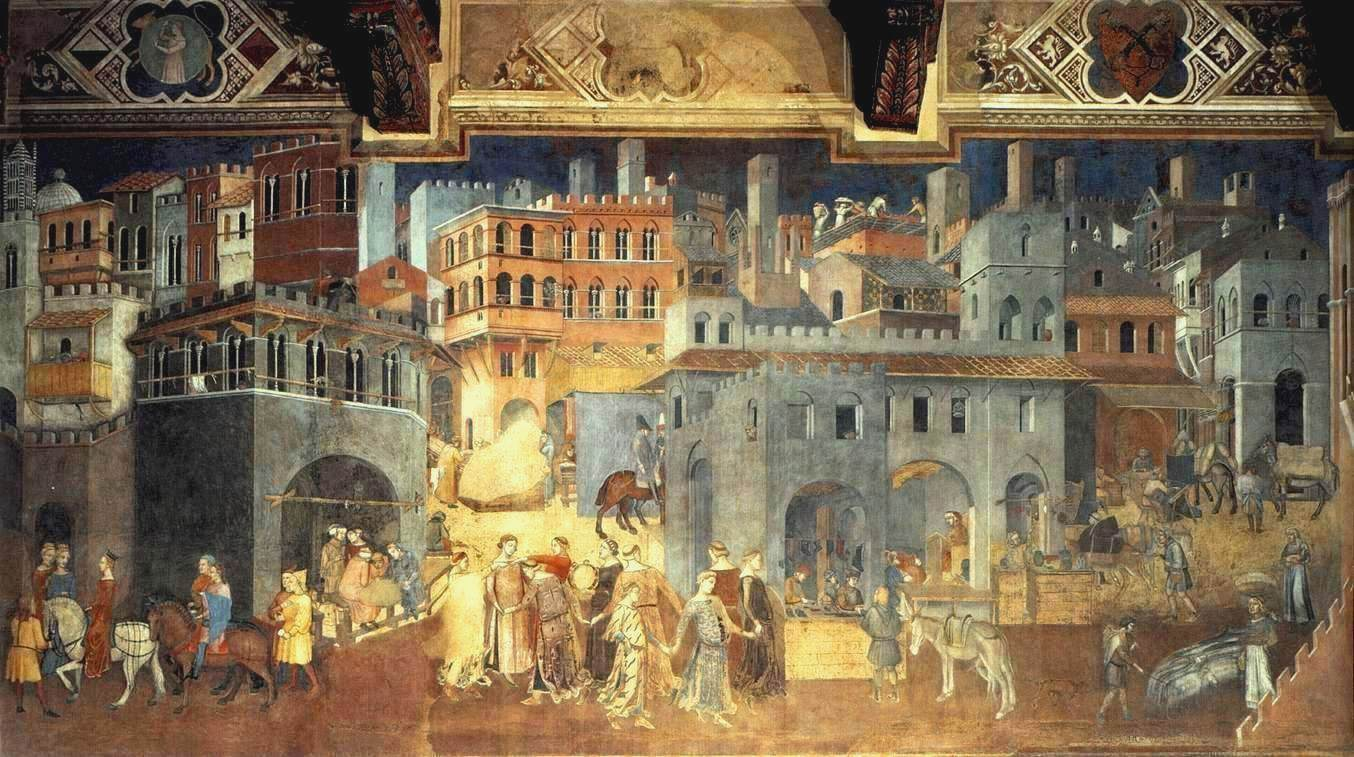
アンブロージョ・ロレンツェッティによる「善政の効果」の部分、シエナ市庁舎にあるフレスコ、1338年。

ヨーロッパ中世の初め数世紀（西暦800年頃まで）は、社会が繁栄せず不安定になり、人口が減少していたが、その後1350年頃の黒死病によって大きく妨げられるまでは、ほぼ安定を見せ人口も総じて増加していた。この黒死病でヨーロッパの全人口の少なくとも三分の一が死亡し、その率は一般に南の方が高く、北では低かったと推定されている。ヨーロッパの人口は、650年の約1800万人で最低に達し、1000年頃には倍増して、黒死病直前の1340年では7000万人を超えていたと、概算されている。その後の1450年に入っても、人口はまだ5000万人ほどであり、多くの地域では17世紀まで、以前の人口水準に回復しなかった。11世紀頃まではヨーロッパの大半で農業労働力が不足し、未使用の土地が多くあったが、1315年頃までの中世の温暖期は農業にとって有利になっていた。黒死病から生き残った人々の経済的な繁栄は、その影響を受けるほどではなかった。

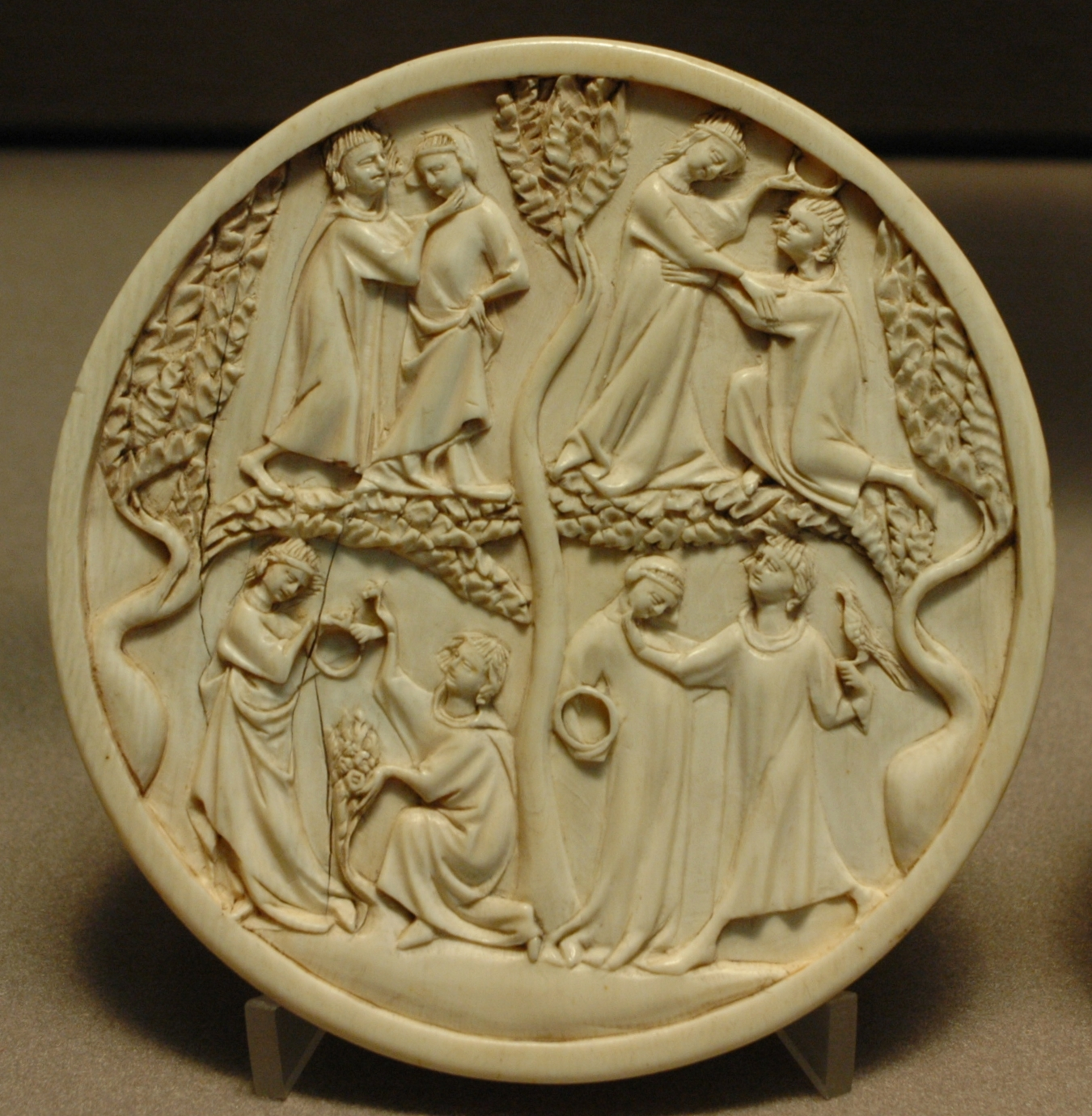
宮廷恋愛の場面が彫られた、ある婦人の象牙の鏡入れ。パリにて、1300-1330年。

中世にはようやく、一千年紀の特徴である、域外からの侵略や襲撃が収まってきた。 7世紀と8世紀のイスラームによる征服では、北アフリカ全土が急速かつ恒久的に西洋世界から離れ、またその他方でイスラム勢力は、徐々にビザンティン帝国を占領した。中世末にその南西のイベリア半島を取り戻すまでのカトリック・ヨーロッパは、南東からもムスリムの脅威に晒されたのだった。
中世初期の最重要な美術品は、世俗のエリート層や・修道院・大教会に係わる希少かつ高価な物品であり、宗教的なものであれば大半は修道士によって制作されていた。中世末期には大いに美術的関心を惹く作品が、小さな村や・街の多くのブルジョワ家庭で見られるようになり、その制作は、聖職にある美術家を除けば、多くの所で地元の重要な産業となっていた。ただし聖ベネディクトの戒律は、修道院による美術品の販売を許可しており、またその時代を通じて、修道士が（世俗的なものを含めた）美術品を俗人の市場で売るために作っていたことと、修道院が必要に応じて俗人の専門家も同時に雇っていたことが、明らかになっている。
現存する作品のために、中世美術のほぼ全てが宗教的であるという印象があるかもしれないが、これは事実とはほど遠い。教会は中世の間で非常に富裕になり、時折り美術品に浪費する用意があったが、同じ質のある世俗的な美術品も多くあり、これは傷み・破損してしまう率がずっと高かった。 中世では一般に、聖人や創立者の像に関さぬ古い作品を、その美術的価値のために保存するという概念が欠けており、また後のルネサンスとバロックの時代には中世美術を蔑む傾向があった。中世初期の最も豪華な彩飾写本には、贅沢にも貴金属・象牙・宝石で宝飾装丁された表紙があった。その見返し頁と表紙の象牙浮彫は、完全な状態の表紙よりも遥かに多くが残っており、その元の表紙は材料が貴重なために殆どがある時点で剥ぎ取られてしまった。

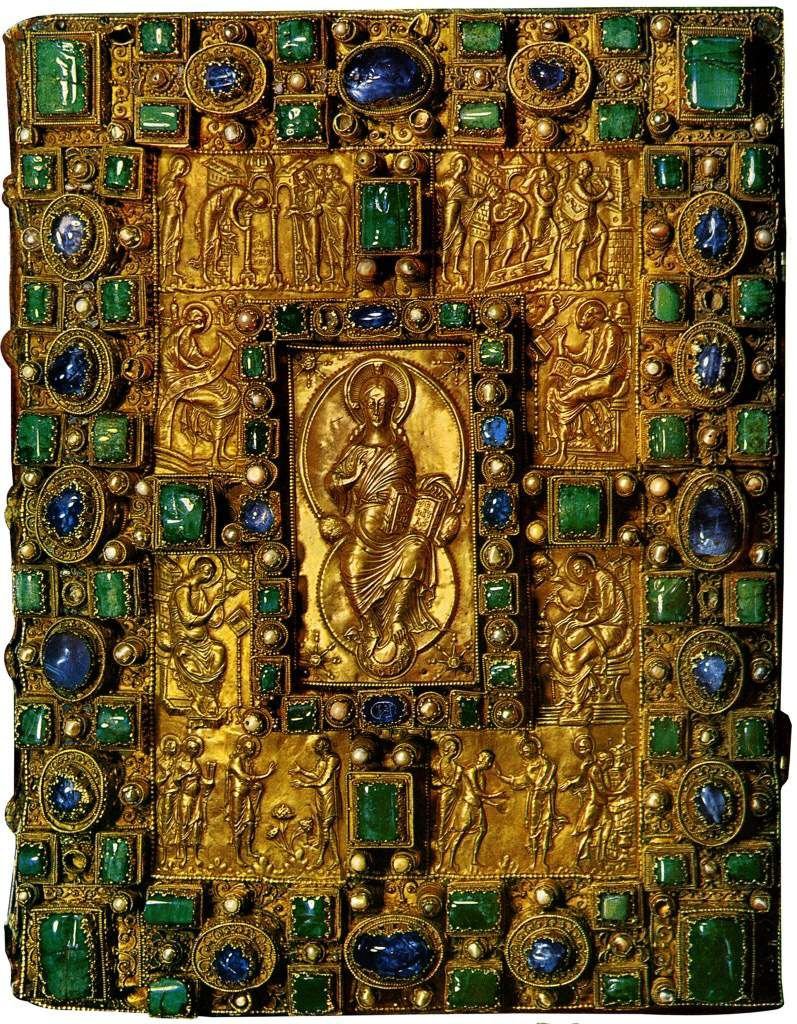
聖エメラムのアウレウス写本の宝石表紙、870年頃、カロリング朝期の福音書。

大半の教会は何度も再建されるが、中世の宮殿や邸宅はずっと高い率で失われており、これはその調度品や装飾品についても当てはまる。イングランドでは、7世紀以降の各世紀に建てられた教会がほぼ失われずに残っており、後のものほどその数は多くなる（ノリッジ市だけでも中世の教会が40 堂ある）。しかし数十の王宮のうちで11世紀より前から残っているものはなく、中世から保存されているそれはほんの一握りである。この状況はヨーロッパの多くで似通っているものの、アヴィニョンの教皇宮殿は14世紀からほぼ失われずに残っている。個々の作品の年代や出処について長年なされる学術論争は、多くが世俗の小品に関してであり、これはそれらの方が遥かに珍しいためである。例えばアングロ・サクソン期のフラー・ブローチは、大英博物館によって怪しげな贋作だとされたことがあった、また小さな自立型の世俗ブロンズ像は大変珍しいため、その好例である二作品は年代・出処・および信憑性が数十年にわたり議論されていた。
高価な素材は中世美術で常に使用されており、中世末までは美術家（教会の勤めを果たす修道士でなくとも）への支払いよりも材料の購入に、遥かに多くの費用がかかることが一般的であった。金は、教会や宮殿の物品、個人の宝飾品・服飾品に、また（ガラス・テッセラの裏に固定されて）モザイク画の無地の背景として使われたり、金箔として写本の細密画と板絵に用いられたりした。貴金属を使う物の多くは、将来その地金の価値が認められることを考えて作られていた。中世末頃より前は、大きな危険を冒したり高利貸しを使う以外には、不動産にしか投資ができなかったためである。

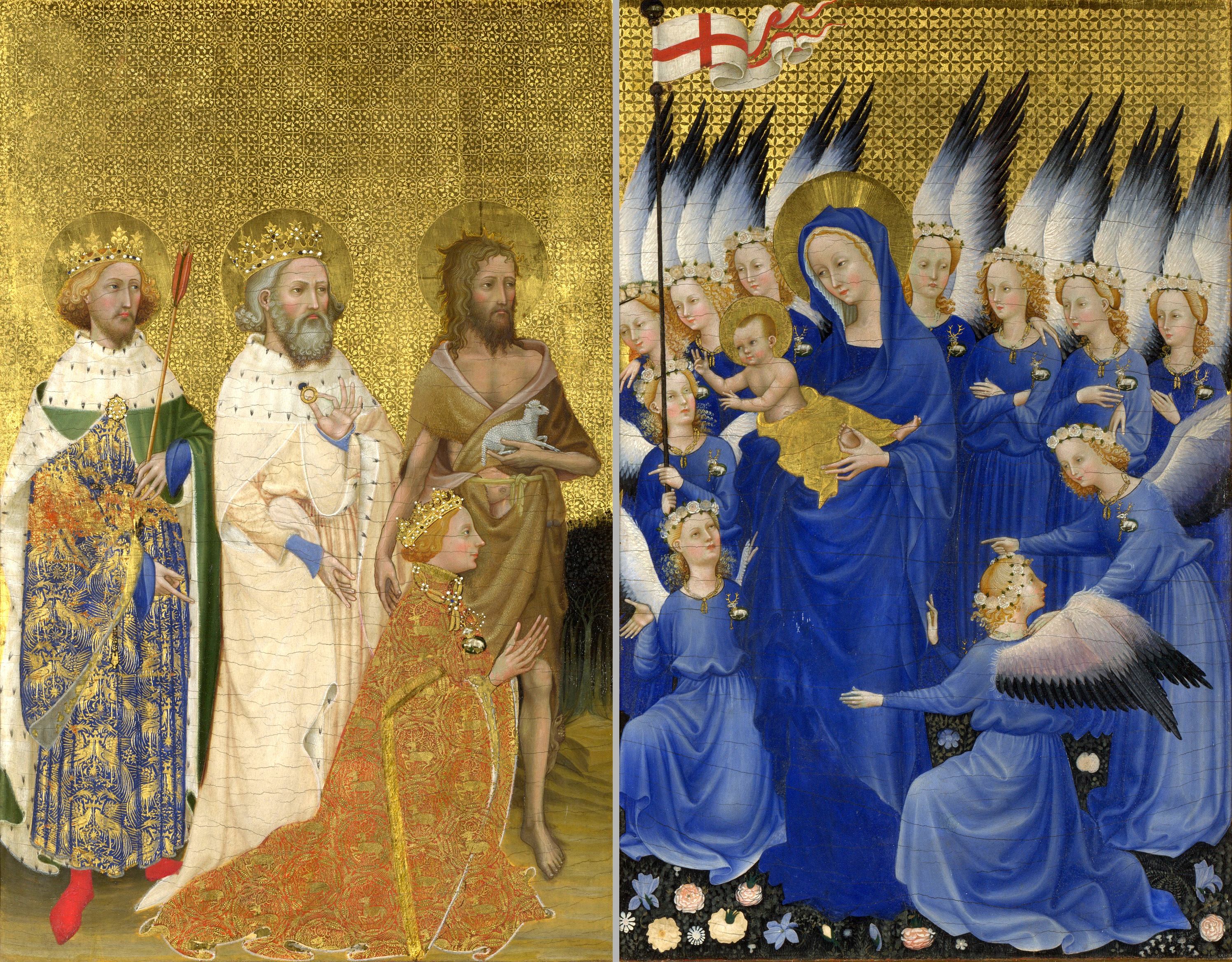
イングランド王リチャード二世が私用した小さなウィルトンの二連祭壇画、1400年頃、金で背景の模様が付けられウルトラマリンを多用している。

さらに高額な顔料であるウルトラマリンは、アフガニスタンからしか得られないラピスラズリを砕いて作られ、ゴシック期にはふんだんに使用された。空よりも処女マリアが伝統的に羽織る青いマントルの為であることが多かった。象牙は着色されることが多く、中世の末までは重要な素材であった。贅沢な工芸品から世俗作品への移行をよく表しており、その初期には執政用二連板から、写本の表紙・聖遺物箱・司教杖といった宗教的な物へと主な用途が移っていったが、ゴシック期に入ると世俗的な鏡入れや小箱・彫りの施された櫛が、富裕な者の間で見られるようになった。浮彫りされた象牙の薄板は他の作品に転用されることがめったにないため、残る数が比較的多い。同じ事は写本の頁にも当てはまるが、反故にされたものは、パリンプセストとして再利用することが多かった。
この元の材料である皮紙も高価であり、アングロ＝サクソン式のモンクウェアマス＝ジャロー修道院が、692年に聖書の写本三冊（うち一つがアミアティヌス写本として現存している）を作ろうとした際、それに必要な第一歩は、べラム紙用の皮になる1600頭の仔牛を得るための、畜牛の繁殖計画を立てることだった。紙は中世末の数世紀に利用されたが、今日の基準からすれば非常に高価であった。例えば聖堂で普通の巡礼者に売られた木版画は、マッチブック大以下のものが多かった。
中世の美術は対象が広いため、美術史家は昔からこれを幾つかの大まかな段階・様式・時代に分けている。中世美術の時代は、特定の時期にまたは全地域で同時に、きっかり始終するのではなく、同じことがこの美術時代の中の主な段階についても当てはまる。